# Ascención de Guarayos
Ascención de Guarayos è un comune (municipio in spagnolo) della Bolivia nella provincia di Guarayos (dipartimento di Santa Cruz) con 23.382 abitanti (dato 2010).

## Cantoni
Il comune è suddiviso in 3 cantoni:
- Ascención de Guarayos
- San Pablo
- Santa María o Nueva Esperanza